# Nova Santa Rita (Rio Grande do Sul)
Pour les articles homonymes, voir Nova Santa Rita.
Nova Santa Rita est une ville brésilienne de la mésorégion métropolitaine de Porto Alegre, capitale de l'État du Rio Grande do Sul, faisant partie de la microrégion de Porto Alegre et située à 69 km au nord-est de Porto Alegre. Elle se situe à une latitude de 29° 51′ 27″ sud et à une longitude de 51° 16′ 28″ ouest, à 80 m d'altitude. Sa population était estimée à 20 591 en 2007, pour une superficie de 218 km2. L'accès s'y fait par les BR-386 et RS-454.
La commune est sise dans la Vallée du Rio dos Sinos, le long du cours d'eau du même nom.
Le nom de Santa Rita vient de l'époque où la commune n'existait pas encore et où son territoire était partie de la fazenda de Jusleno de Souza batista et de son épouse Rita Carolina Martins. Ils firent don de cette terre pour la construction d'une chapelle à Santana do Rio dos Sinos, au lieu-dit Picada do Vicente. La Dame demanda que ce fût en hommage à Santa Rita, ce qui donna sa dénomination à ce qui deviendra la future municipalité.
En économie, les principaux produits industriels sont le ciment, les meubles et le tissu, entre autres choses ; pour l'élevage, les bovins, les porcs et les poulets ; les produits agricoles les plus importants sont le melon (plus grosse production de l'État), le riz, la pastèque, le manioc et les légumes.

## Villes voisines
- Capela de Santana
- Portão
- São Leopoldo
- Sapucaia do Sul
- Esteio
- Canoas
- Porto Alegre
- Triunfo
- Montenegro